# Freetonians SLIFA FC
Der Freetonians SLIFA Football Club ist ein Fußballverein aus Freetown im westafrikanischen Sierra Leone. Der Verein spielt aktuell in der ersten Liga, der Sierra Leone Premier League.

## Geschichte
Der Verein wurde 2010 als Mount Aureol SLIFA FC gegründet. 2022 wurde der Club in Freetonians SLIFA Football Club umbenannt.

## Stadion
Der Verein trägt seine Heimspiele im Brima Attouga Mini Stadium in Freetown aus. Das Stadion hat ein Fassungsvermögen von 1000 Personen.